# 화북항
화북항은 제주특별자치도 제주시 화북동에 위치한 어항이다. 1999년 12월 30일 지방어항으로 지정되었다. 관리청은 제주특별자치도, 시설관리자는 제주시장이다.

## 어항 연혁
1270년 고려원종 11년 11월에 삼별초군이 탐라를 정벌하려 할 때 동제원(東濟院)에서 관군과 일전(一戰)을 하였다'는 기록이 문헌상으로 알려진 화북경(禾北境)에 대한 최초의 기록이며 1300년(고려 충렬왕 6년 경자년) 제주에 10현을 설치할 때 제주를 동서로 구분 이도(二道)를 설치하면서 서도에 처음 별도현이 기록되었다. 이러한 기록들로 보아 적어도 600여년 이전부터 설촌되어 있음을 미루어 짐작할 수 있다.

## 어항 구역
- 수역: 서방파제 시점돌단부(N: 33°31′25″, E:126°33′55.4″)으로부터 ENE방향으로 380m, S방향으로 200m 이동하여 동방파제 시점과 접속한(N: 33°31′22.9″, E:126°34′10″)선내의 수역
- 어항구역면적 : 85,000m2,  항내수면적: 47,000m2

## 어항 시설
방파제 496m, 물양장 128m, 선착장 218m